# Giải đua ô tô Công thức 1 Bahrain 2012
Giải đua ô tô Công thức 1 Bahrain 2012 (tên chính thức là 2012 Formula 1 Gulf Air Bahrain Grand Prix) được tổ chức vào ngày 22 tháng 4 tại trường đua Bahrain International ở as-Sakhir và là chặng đua thứ tư của giải đua xe Công thức 1 2012.

## Bối cảnh
Sau giải đua ô tô Công thức 1 Trung Quốc, Lewis Hamilton dẫn đầu bảng xếp hạng các tay đua khi hơn Jenson Button 2 điểm và hơn Fernando Alonso 8 điểm. McLaren-Mercedes dẫn đầu bảng xếp hạng các đội đua với 24 điểm trước Red Bull-Renault và Ferrari 51 điểm.

## Tường thuật

### Buổi tập
Trong buổi tập đầu tiên, Hamilton lập thời gian nhanh nhất trước Sebastian Vettel và Paul di Resta. Valtteri Bottas tiếp quản chỗ đua của Bruno Senna ở Williams trong buổi tập này. Trong buổi tập này, Nico Rosberg va chạm với một con chim ở tốc độ khoảng 200 km/h nhưng mũ bảo hiểm của anh không bị hư hại và anh không bị thương. Trong buổi tập thứ hai, Rosberg là tay đua nhanh nhất trước cặp tay đua của Red Bull-Renault là Mark Webber và Vettel. Trong buổi tập này, Force India quyết định bỏ tập và rời đường đua sớm do một sự cố đã xảy ra vào ngày thứ tư trước cuộc đua khiến một số thành viên trong đội Force India gặp loạn. Trong buổi tập thứ ba, Rosberg lập thời gian nhanh nhất trước Vettel và Webber.

### Vòng phân hạng
Trong phần đầu tiên của vòng phân hạng, Sergio Pérez lập vòng đua nhanh nhất. Các cặp tay đua HRT và Marussia cũng như Vitaly Petrov, Jean-Éric Vergne và Michael Schumacher bị loại. Trong phần thứ hai của vòng phân hạng, Hamilton là tay đua nhanh nhất. Cặp tay đua Williams cũng như Heikki Kovalainen, Felipe Massa, Nico Hülkenberg, Kamui Kobayashi và Kimi Räikkönen bị loại. Trong phần cuối cùng của vòng phân hạng, Vettel lập thời gian nhanh nhất và giành được vị trí pole đầu tiên của mùa giải 2012 trước Hamilton và đồng đội của anh, Webber.
Do thay đổi hộp số, Pastor Maldonado và Schumacher bị tụt năm vị trí.

## Kết quả

### Vòng phân hạng
| Vị trí                   | Số xe | Tay đua            | Đội đua              | Q1       | Q2                   | Q3                   | Vị trí xuất phát |
| ------------------------ | ----- | ------------------ | -------------------- | -------- | -------------------- | -------------------- | ---------------- |
| 1                        | 1     | Sebastian Vettel   | Red Bull-Renault     | 1:34.308 | 1:33.527             | 1:32.422             | 1                |
| 2                        | 4     | Lewis Hamilton     | McLaren-Mercedes     | 1:34.813 | 1:33.209             | 1:32.520             | 2                |
| 3                        | 2     | Mark Webber        | Red Bull-Renault     | 1:34.015 | 1:33.311             | 1:32.637             | 3                |
| 4                        | 3     | Jenson Button      | McLaren-Mercedes     | 1:34.792 | 1:33.416             | 1:32.711             | 4                |
| 5                        | 8     | Nico Rosberg       | Mercedes             | 1:34.588 | 1:33.219             | 1:32.821             | 5                |
| 6                        | 16    | Daniel Ricciardo   | Toro Rosso-Ferrari   | 1:33.988 | 1:33.556             | 1:32.912             | 6                |
| 7                        | 10    | Romain Grosjean    | Lotus-Renault        | 1:34.041 | 1:33.246             | 1:33.008             | 7                |
| 8                        | 15    | Sergio Pérez       | Sauber-Ferrari       | 1:33.814 | 1:33.660             | 1:33.394             | 8                |
| 9                        | 5     | Fernando Alonso    | Ferrari              | 1:34.760 | 1:33.403             | Không lập thời gian3 | 9                |
| 10                       | 11    | Paul di Resta      | Force India-Mercedes | 1:34.624 | 1:33.510             | Không lập thời gian3 | 10               |
| 11                       | 9     | Kimi Räikkönen     | Lotus-Renault        | 1:34.552 | 1:33.789             |                      | 11               |
| 12                       | 14    | Kamui Kobayashi    | Sauber-Ferrari       | 1:34.131 | 1:33.806             |                      | 12               |
| 13                       | 12    | Nico Hülkenberg    | Force India-Mercedes | 1:34.601 | 1:33.807             |                      | 13               |
| 14                       | 6     | Felipe Massa       | Ferrari              | 1:34.372 | 1:33.912             |                      | 14               |
| 15                       | 19    | Bruno Senna        | Williams-Renault     | 1:34.466 | 1:34.017             |                      | 15               |
| 16                       | 20    | Heikki Kovalainen  | Caterham-Renault     | 1:34.852 | 1:36.132             |                      | 16               |
| 17                       | 18    | Pastor Maldonado   | Williams-Renault     | 1:34.639 | Không lập thời gian4 |                      | 211              |
| 18                       | 7     | Michael Schumacher | Mercedes             | 1:34.865 |                      |                      | 222              |
| 19                       | 17    | Jean-Éric Vergne   | Toro Rosso-Ferrari   | 1:35.014 |                      |                      | 17               |
| 20                       | 21    | Vitaly Petrov      | Caterham-Renault     | 1:35.823 |                      |                      | 18               |
| 21                       | 25    | Charles Pic        | Marussia-Cosworth    | 1:37.683 |                      |                      | 19               |
| 22                       | 22    | Pedro de la Rosa   | HRT-Cosworth         | 1:37.883 |                      |                      | 20               |
| 23                       | 24    | Timo Glock         | Marussia-Cosworth    | 1:37.905 |                      |                      | 23               |
| 24                       | 23    | Narain Karthikeyan | HRT-Cosworth         | 1:38.314 |                      |                      | 24               |
| Thời gian 107%: 1:40.380 |       |                    |                      |          |                      |                      |                  |

Chú thích:
^1  – Pastor Maldonado bị tụt năm bậc vì thay đổi hộp số.
^2  – Michael Schumacher cũng bị tụt năm bậc vì thay đổi hộp số. Hình phạt đã giáng ông xuống thứ 22 và Pastor Maldonado được thăng lên một bậc.
^3  – Cả Fernando Alonso and Paul di Resta không lập thời gian ở phần cuối cùng của vòng phân hạng (Q3) do lý do chiến thuật liên quan đến việc bảo quản lốp cho cuộc đua.
^4  – Pastor Maldonado không lập thời gian ở phần thứ hai của vòng phân hạng (Q2) do gặp vấn đề về KERS.

### Cuộc đua
| Vị trí  | Số xe | Tay đua            | Đội đua              | Số vòng | Thời gian/ Bỏ cuộc | Vị trí xuất phát | Số điểm |
| ------- | ----- | ------------------ | -------------------- | ------- | ------------------ | ---------------- | ------- |
| 1       | 1     | Sebastian Vettel   | Red Bull-Renault     | 57      | 1:35:10.990        | 1                | 25      |
| 2       | 9     | Kimi Räikkönen     | Lotus-Renault        | 57      | +3.333             | 11               | 18      |
| 3       | 10    | Romain Grosjean    | Lotus-Renault        | 57      | +10.194            | 7                | 15      |
| 4       | 2     | Mark Webber        | Red Bull-Renault     | 57      | +38.788            | 3                | 12      |
| 5       | 8     | Nico Rosberg       | Mercedes             | 57      | +55.460            | 5                | 10      |
| 6       | 11    | Paul di Resta      | Force India-Mercedes | 57      | +57.543            | 10               | 8       |
| 7       | 5     | Fernando Alonso    | Ferrari              | 57      | +57.803            | 9                | 6       |
| 8       | 4     | Lewis Hamilton     | McLaren-Mercedes     | 57      | +58.984            | 2                | 4       |
| 9       | 6     | Felipe Massa       | Ferrari              | 57      | +1:04.999          | 14               | 2       |
| 10      | 7     | Michael Schumacher | Mercedes             | 57      | +1:11.490          | 22               | 1       |
| 11      | 15    | Sergio Pérez       | Sauber-Ferrari       | 57      | +1:12.702          | 8                |         |
| 12      | 12    | Nico Hülkenberg    | Force India-Mercedes | 57      | +1:16.539          | 13               |         |
| 13      | 14    | Kamui Kobayashi    | Sauber-Ferrari       | 57      | +1:30.334          | 12               |         |
| 14      | 17    | Jean-Éric Vergne   | Toro Rosso-Ferrari   | 57      | +1:33.723          | 17               |         |
| 15      | 16    | Daniel Ricciardo   | Toro Rosso-Ferrari   | 56      | +1 vòng            | 6                |         |
| 16      | 21    | Vitaly Petrov      | Caterham-Renault     | 56      | +1 vòng            | 18               |         |
| 17      | 20    | Heikki Kovalainen  | Caterham-Renault     | 56      | +1 vòng            | 16               |         |
| 18      | 3     | Jenson Button      | McLaren-Mercedes     | 55      | Ống bô1            | 4                |         |
| 19      | 24    | Timo Glock         | Marussia-Cosworth    | 55      | +2 vòng            | 23               |         |
| 20      | 22    | Pedro de la Rosa   | HRT-Cosworth         | 55      | +2 vòng            | 20               |         |
| 21      | 23    | Narain Karthikeyan | HRT-Cosworth         | 55      | +2 vòng            | 24               |         |
| 22      | 19    | Bruno Senna        | Williams-Renault     | 54      | Lốp rung động1     | 15               |         |
| Bỏ cuộc | 18    | Pastor Maldonado   | Williams-Renault     | 25      | Thủng lốp          | 21               |         |
| Bỏ cuộc | 25    | Charles Pic        | Marussia-Cosworth    | 24      | Động cơ            | 19               |         |

Chú thích:
^1  – Cả Button và Senna đều không hoàn thành cuộc đua nhưng được xếp hạng vì đã hoàn thành hơn 90% cuộc đua.

## Bảng xếp hạng sau cuộc đua

### Bảng xếp hạng các tay đua
| Vị trí | Tay đua          | Đội đua              | Số điểm | Thay đổi vị trí |
| ------ | ---------------- | -------------------- | ------- | --------------- |
| 01     | Sebastian Vettel | Red Bull-Renault     | 53      | 4               |
| 02     | Lewis Hamilton   | McLaren-Mercedes     | 49      | 1               |
| 03     | Mark Webber      | Red Bull-Renault     | 48      | 1               |
| 04     | Jenson Button    | McLaren-Mercedes     | 43      | 2               |
| 05     | Fernando Alonso  | Ferrari              | 43      | 2               |
| 06     | Nico Rosberg     | Mercedes             | 35      | +/-0            |
| 07     | Kimi Räikkönen   | Lotus-Renault        | 34      | 1               |
| 08     | Romain Grosjean  | Lotus-Renault        | 23      | 3               |
| 09     | Sergio Pérez     | Sauber-Ferrari       | 22      | 2               |
| 10     | Paul di Resta    | Force India-Mercedes | 15      | 2               |

- Lưu ý: Chỉ có mười vị trí đứng đầu được liệt kê trong bảng xếp hạng này.

### Bảng xếp hạng các đội đua
| Vị trí | Đội đua              | Số điểm | Thay đổi vị trí |
| ------ | -------------------- | ------- | --------------- |
| 01     | Red Bull-Renault     | 101     | 1               |
| 02     | McLaren-Mercedes     | 92      | 1               |
| 03     | Lotus-Renault        | 57      | 3               |
| 04     | Ferrari              | 45      | 1               |
| 05     | Mercedes             | 37      | +/-0            |
| 06     | Sauber-Ferrari       | 31      | 2               |
| 07     | Williams-Renault     | 18      | +/-0            |
| 08     | Force India-Mercedes | 17      | +/-0            |
| 09     | Toro Rosso-Ferrari   | 6       | +/-0            |
| 10     | Marussia-Cosworth    | 0       | +/-0            |
| 11     | Caterham-Renault     | 0       | +/-0            |
| 12     | HRT-Cosworth         | 0       | +/-0            |